# Foma Gordejew
Foma Gordejew (russisch Фома Гордеев) ist der erste Roman des russischen Schriftstellers Maxim Gorki und erschien erstmals im Jahr 1899.

## Hintergrund
Geschichtlicher Hintergrund ist eine russische Gesellschaft im sozialen Umbruch, in der einerseits das entstehende Bürgertum den Adel von der Macht verdrängte, andererseits sich, befördert durch die sozialen Verwerfungen durch die Industrialisierung des Landes, zahlreiche kommunistische oder anarchistische Gruppen bildeten.
Im Gegensatz zu Gorkis vielleicht berühmtestem Roman Die Mutter ist der Held kein Proletarier, sondern gehört zur zweiten Generation russischer Kapitalisten, deren geistige Welt dem Autor von Jugend an vertraut war. Die vielleicht plastischste Figur des Romans ist demnach auch nicht unbedingt der Titelheld, sondern sein Antagonist, der Kaufmann Majakin, mit dessen extrem materialistischer Lebensphilosophie Foma Gordejew sich nicht identifizieren kann. In einem Brief an Anton Tschechow  vom August 1899 bemerkt Gorki, er habe die Figur des Majakin hinter der Figur von Foma Gordejew versteckt, um ihn so der Zensur zu entziehen. Die im Roman gestreiften drei Generationen von Industriellen, von der Generation Ignat Gordejews, der sich vom Frachtmeister bis zum Millionär hochgearbeitet hatte, bis zur Generation Afrikan Smolins, des späteren Ehemannes von Majakins Tochter Ljubow, der im Ausland westeuropäische Kultur und Technik kennengelernt hatte, sollen die enorme Geschwindigkeit der Industrialisierung Russlands aufzeigen.

## Inhalt
Der Roman beschreibt das Leben des titelgebenden Protagonisten Foma Gordejew, Sohn des reichen Wolgaschiffers Ignat Gordejew. Da seine Mutter Natalja bei der Geburt stirbt, hinterlässt der Tod des Vaters Foma als Vollwaise. Foma, der das große, erfolgreiche Geschäft seines Vaters erbt, wird vom langjährigen Freund seines Vaters, dem gerissenen Kaufmann Majakin, weiter erzogen, der auf eine Verbindung Fomas mit seiner Tochter Ljubow hofft, welche für ihn geschäftlich vorteilhaft wäre.
Foma hingegen kann sich nicht in die Gesellschaft der Oberschicht einfügen und wird immer mehr zum Außenseiter, der das ererbte Unternehmen vernachlässigt und sich immer stärker dem Alkohol und Ausschweifungen ergibt. Anstatt standesgemäß unter seinesgleichen, den reichen Kaufleuten zu verkehren, verbringt Foma seine Zeit zunehmend mit seinem Schulfreund Jeschow, einem armen, idealistischen, verbitterten Journalisten, der vergeblich Anschluss an die russische Arbeiterschaft sucht.
Auf der Einweihungsfeier eines neuen Schiffes des Kaufmanns Kononow, bei der die besten Kreise der Stadt versammelt sind und an der teilzunehmen Majakin Foma förmlich gezwungen hatte, kommt es zum Eklat. Majakin hält eine flammende Rede und preist die Tat- und Schaffenskraft des russischen Kaufmannsstandes, was unter den versammelten Kaufleuten für großen Jubel sorgt. Zur Überraschung aller Anwesenden lässt Foma Majakins Rede sogleich eine Entgegnung folgen, übergießt die Kaufleute mit Hohn und Spott und deckt die moralische Verkommenheit und Heuchelei des Kaufmannsstandes sowie kriminelle Machenschaften einzelner Kaufleute auf, bis die zornige Menge ihn überwältigt. Nach der Entlassung aus dem psychiatrischen Krankenhaus, etwa drei Jahre nach Majakins Tod, kommt er als gebrochener Mann in seine Heimatstadt zurück, lebt ärmlich im Hinterhaus von Majakins Tochter Ljubow und treibt sich abgerissen und heruntergekommen auf den Straßen herum.